# Oncorhynchus rhodurus
Oncorhynchus rhodurus és una espècie de peix de la família dels salmònids i de l'ordre dels salmoniformes.

## Morfologia
- Els mascles poden assolir 44,2 cm de longitud total i 1.250 g de pes.[2][3]

## Reproducció
És ovípar i els ous són colgats en nius desprotegits.

## Hàbitat
Viu en zones d'aigües dolces, salobres i marines temperades.

## Distribució geogràfica
És endèmic del llac Biwa i ha estat introduït als llacs Chûzenji i Ashinoko (Japó).